# Osemkratna pot
Osmera pot je izraz, ki ga je skoval ameriški fizik Murray Gell-Mann (rojen 1929), da bi lahko razvrščal hadrone (mezoni in barioni). Izraz spominja na izraz plemenita osmera pot iz budizma. Neodvisno je teorijo predlagal tudi izraelski fizik Juval Juval Ne'eman (1925–2006). Gell-Mann je dobil za svoje delo na področju osnovnih delcev Nobelovo nagrado v letu 1969. 
Metoda omogoča razvrščanje mezonov s spinom ½ v oktet. Isti način omogoča razvrščanje barionov s spinom 3/2 v dekuplet. Enega izmed delcev v dekupletu niso prej še nikoli opazili, Gell-Mann je predvidel njegov obstoj. V letu 1964 so novi delec res odkrili, predvidevanja Gell-Manna o značilnostih delca so bila potrjena. To je bil delec Ω-. Ta delec ima čudnost enako -3 in električni naboj -1, njegova masa pa je približno 1,680 MeV/c2.
Osemkratna pot se danes lahko razume kot posledica okusnih simetrij med različnimi vrstami kvarkov. 